# Григорьян, Борис Тигранович
 Борис Тигранович Григор(ь)ян (26 марта 1928 года — 12 октября 1995 года) — советский историк философии, специалист в области современной зарубежной философии. Доктор философских наук, профессор.

## Биография
В 1952 году окончил историко-международный факультет МГИМО. В 1959—1963 был заместителем главного редактора журнала «Наука и религия». С 1965 года работал в Институте философии АН СССР, где в 1974—1993  гг. занимал должность заведующего сектором критики современной буржуазной философии. Работы Б.Т. Григоряна издавались на немецком, китайском, испанском, венгерском, французском, чешском языках.

## Основные работы
- Неокантианство : Критич. очерк. - Москва : Высш. школа, 1962. - 90 с.; 22 см. - (Материалы к лекциям по философии).
- Социология религии или апология религии? М., 1962.
- Философия о сущности человека Архивная копия от 21 декабря 2021 на Wayback Machine. М., 1973.
- Философская антропология Архивная копия от 21 декабря 2021 на Wayback Machine. М., 1982.
- Человек, его положение и призвание в современном мире. М., 1986.
- Философия и ценностные формы сознания (Критический анализ буржуазных концепций природы философии) / Ответственный редактор Б. Т. Григорьян. — М.: Наука, 1978. — 348 с. — 5600 экз.
Рецензия: Katvan, Z. (1983). [Review of Filosofija i cennostnye formy soznanija]. Studies in Soviet Thought, 25(1), 72–75. http://www.jstor.org/stable/20099188

Статьи
- Б. Т. Григоръян. Философия и философия истории // Философия и ценностные формы сознания (Критический анализ буржуазных концепций природы философии) / Ответственный редактор Б. Т. Григорьян. — М. : Наука, 1978. — С. 23-85. — 348 с. — 5600 экз.